# Bagatayam
'Bagatayam is een barangay in de Filipijnse gemeente Sogod in de provincie Cebu.
In augustus 2015 had Batatayam 2396 inwoners. 